# Armascirus anastosi
Armascirus anastosi är en spindeldjursart som beskrevs av Frank Jason Smiley 1992. Armascirus anastosi ingår i släktet Armascirus och familjen Cunaxidae. Inga underarter finns listade i Catalogue of Life.